# V Celnici
Ulice V Celnici na Novém Městě v Praze spojuje náměstí Republiky s ulicemi Havlíčkova a Na Florenci.

## Historie a názvy
Ulice byla v minulosti součást rozsáhlé zahrady u kláštera ambrosiánů a od roku 1631 kláštera irských františkánů (hyberniánů, hyberňáků). Po zrušení kláštera v roce 1786 se zahrada změnila na prostor zadních traktů domů ulic Hybernská a Na Poříčí. Nový význam dostala ulice po zrušení celnice v Týně, když zde měl dvory celní úřad přestěhovaný do budov kláštera. Kostel byl totiž přestavěn v letech 1811–1813 na úřad celnice (nynější dům U Hybernů, stále nesoucí na fasádě císařského orla).

## Budovy, firmy a instituce
- Stará celnice – zrekonstruovaná historická budova z roku 1860, původně celní sklad pro finanční úřady umístěné v přilehlých palácových budovách. Po rekonstrukci od roku 2001 nákupní centrum (V Celnici 1031/4)
- mezi budovou Staré celnice a zadním traktem Paláce Špork (V Celnici 1034/6)[2] vznikla v roce 2018 Ulička sv. Huberta s červenými plastikami létajících jelenů[3]
- asijská restaurace Sia (V Celnici 1034/6)[4]
- Hotel Hilton Old Town (V Celnici 2079/7),[5] dříve hotel Renaissance, návrh ing. arch. Aleš Lang
- Prague Marriott Hotel (V Celnici 1028/8)
- dobíjecí stanice elektromobilů (V Celnici 1028/8, V Celnici 1028/10)